# Thiophen-2,5-diboronsäure
Thiophen-2,5-diboronsäure ist eine chemische Verbindung aus der Gruppe der Boronsäuren. Sie wird – wie auch Diphenyldiboronsäure – als effektiver Vernetzer für Guargel in Fracklösungen verwendet.